# 谷明人
谷 明人（たに あきと）は、日本の経済産業技官。産学連携等を専門とし、経済産業省大臣官房技術総括審議官を最後に退官後、国立大学法人お茶の水女子大理事、JX金属主席技師等を歴任。

## 人物・経歴
徳島県出身。1985年北海道大学工学部資源開発工学科卒業、通商産業省入省、立地公害局立地指導課配属。1986年資源エネルギー庁石炭部産炭地域振興課。1988年資源エネルギー庁長官官房国際資源課。1991年外務省在クウェート日本国大使館二等書記官。1994年工業技術院総務部総務課第二技術班長。1995年資源エネルギー庁石油部精製課課長補佐。1996年通商産業省環境立地局産業施設課課長補佐。1998年通商産業省産業政策局総務課技術審査委員。1999年工業技術院総務部総務課技術審査委員。2000年工業技術院総務部技術戦略企画室長。2001年経済産業省産業技術環境局技術戦略企画官。2002年日本貿易振興機構ロンドンセンター次長。2005年資源エネルギー庁資源・燃料部石炭課長。
2008年経済産業省産業技術環境局大学連携推進課長。2010年経済産業省大臣官房参事官（技術・高度人材戦略担当）。2013年経済産業省大臣官房審議官（製造産業局担当）。2015年経済産業省大臣官房技術総括審議官。産学連携等のオープンイノベーションを推進し、2017年に退官後は、お茶の水女子大学学長特別顧問及びJX金属技術本部主席技師に就任し、JX金属と東北大学の組織的連携協力協定の締結にあたった。2018年JX金属執行役員技術本部企画管理部長。2018年マテリアル・コンセプト取締役。2019年JX金属執行役員技術本部審議役（戦略担当）、お茶の水女子大学理事。この間東京大学工学部システム創成学科非常勤講師、北海道大学科学技術政策特論非常勤講師、慶應義塾大学理工学部非常勤講師等も歴任した。